# Ramaria brunneicontusa
Ramaria brunneicontusa är en svampart som beskrevs av R.H. Petersen 1989. Ramaria brunneicontusa ingår i släktet Ramaria och familjen Gomphaceae.   Inga underarter finns listade i Catalogue of Life.